# فيلادلفيا دائما مشمسة (الموسم الرابع)
الموسم الرابع من المُسلسل الكوميدي الأمريكي فيلادلفيا دائماً مشمسة، بدأ عرضهُ في 18 سبتمبر، 2008، على قناة "FX". وتكون من 13 حلقات، إنتهى عرضهُ في 20 نوفمبر، 2008.

## الممثلين والشخصيات

### شخصيات رئيسية
- تشارلي داي بدور تشارلي كيلي (13 حلقة)
- غلين هاورتون بدور دينيس رينولدز (13 حلقة)
- روب ماكيلهيني بدور ماك (13 حلقة)
- كايتلين اولسون بدور دياندرا رينولدز (12 حلقة)
- داني ديفيتو بدور فرانك رينولدز (11 حلقة)

### شخصيات متكررة
- ماري إليزابيث إليس بدور النادلة (3 حلقات)
- ديفيد هورنسبي بدور ماثيو «ريكيتي كريكت» مارا (3 حلقات)
- آرتيميس بيبداني بدور آرتيميس (2 حلقتان)
- غريغوري سكوت كمنز بدور لوثر ماك (2 حلقتان)
- نايت موني بدور رايان ماكبويل (2 حلقتان)
- جيمي سيمبسون بدور ليام ماكبويل (2 حلقتان)
- ثيسي سيرفس بدور مارغريت ماكبويل (2 حلقتان)

### ضيوف الحلقات
- ساندي مارتن بدور السيدة. ماكدونالد
- ليني ماري ستيوارت بدور بوني كيلي
- كيير اودونيل بدور جان
- روب توماس بدور نفسه
- سينباد بدور نفسه

## الحلقات
| تسلسل إجمالي | تسلسل الموسم | عنوان الحلقة "بالإنجليزية"                           | إخراج                  | كتابة                                       | تاريخ العرض    | رمز الإنتاج | عدد المشاهدين بالمليون |
| ------------ | ------------ | ---------------------------------------------------- | ---------------------- | ------------------------------------------- | -------------- | ----------- | ---------------------- |
| 33           | 1            | "Mac and Dennis: Manhunters"                         | فريد سافيج             | تشارلي داي، جوردان يونغ وإلايجاه آرون       | 18 سبتمبر 2008 | IP04002     | 1.73                   |
| 34           | 2            | "The Gang Solves the Gas Crisis"                     | مات شاكمان             | تشارلي داي، سوني لي وباتريك والش            | 18 سبتمبر 2008 | IP04009     | 1.60                   |
| 35           | 3            | "America's Next Top Paddy's Billboard Model Contest" | فريد سافيج             | روب ماكيلهيني، تشارلي داي و آدم ستين        | 25 سبتمبر 2008 | IP04006     | 1.44                   |
| 36           | 4            | "Mac's Banging the Waitress"                         | فريد سافيج             | ديفيد هورنسبي                               | 25 سبتمبر 2008 | IP04011     | 1.35                   |
| 37           | 5            | "Mac and Charlie Die (Part 1)"                       | فريد سافيج ومات شاكمان | تشارلي داي و غلين هاورتون                   | 2 أكتوبر 2008  | IP04003     | 1.02                   |
| 38           | 6            | "Mac and Charlie Die (Part 2)"                       | فريد سافيج             | تشارلي دايغولين هاورتون                     | 2 أكتوبر 2008  | IP04004     | 1.02                   |
| 39           | 7            | "Who Pooped the Bed?"                                | فريد سافيج             | روب ماكيلهيني، سكوت ماردر وروب روزيل        | 9 أكتوبر 2008  | IP04007     | 1.28                   |
| 40           | 8            | "Paddy's Pub: The Worst Bar in Philadelphia"         | مات شاكمان             | سكوت ماردر، روب روزيل وديفيد هورنسبي        | 16 أكتوبر 2008 | IP04012     | 1.27                   |
| 41           | 9            | "Dennis Reynolds: An Erotic Life"                    | فريد سافيج             | غلين هاورتون، روب روزيل وسكوت ماردر         | 23 أكتوبر 2008 | IP04005     | غ/م                    |
| 42           | 10           | "Sweet Dee Has a Heart Attack"                       | مات شاكمان             | روب روزيل وسكوت ماردر                       | 30 أكتوبر 2008 | IP04013     | 1.15                   |
| 43           | 11           | "The Gang Cracks the Liberty Bell"                   | مات شاكمان             | روب ماكيلهيني، غلين هاورتون و ديفيد هورنسبي | 6 نوفمبر 2008  | IP04010     | 1.36                   |
| 44           | 12           | "The Gang Gets Extreme: Home Makeover Edition"       | فريد سافيج             | تشارلي داي، غلين هاورتون و ديفيد هورنسبي    | 13 نوفمبر 2008 | IP04001     | 1.31                   |
| 45           | 13           | "The Nightman Cometh"                                | مات شاكمان             | تشارلي داي، غلين هاورتون و روب ماكيلهيني    | 20 نوفمبر 2008 | IP04008     | 1.30                   |

## وصلات خارجية
- قائمة حلقات فيلادلفيا دائما مشمسة  على قاعدة بيانات الأفلام على الإنترنت